# 李宗羨
李宗羨（1430年—？），字齊賢，直隸常州府武進縣人，明朝政治人物。進士出身。

## 生平
應天府鄉試第九十七名。天順四年（1460年）庚辰科會試第一百三名，殿試登進士第三甲第九名。成化年間任廣西潯州府知府。
曾祖父李原達。祖父李泂。父亲李琛。